# Benjamin Huntington
Benjamin Huntington (19 avril 1736 - 16 octobre 1800) est un avocat, juriste et homme politique américain du XVIIIe siècle originaire du Connecticut. Il a été délégué au deuxième congrès continental et membre de la Chambre des représentants des États-Unis.

## Biographie
Huntington est né à Norwich dans le Connecticut, fils unique de Daniel Huntington et de sa deuxième épouse, Rachel (Wolcott) Huntington. Il obtint son diplôme du Yale College en 1761 et fut nommé arpenteur des terres du comté de Windham en octobre 1764. Huntington étudia le droit et fut admis au barreau en 1765. Il commença la pratique du droit à Norwich. Le Yale College lui a par la suite octroyé un doctorat en droit.
Huntington a été membre de la Chambre des représentants du Connecticut de 1771 à 1780 et en a été le président en 1778 et 1779. Huntington a été membre du Sénat de l'État de 1781 à 1780 et de 1791 à 1793. En 1778, Huntington fut nommé délégué au congrès provincial à New Haven.
De 1780 à 1784, puis à nouveau en 1787 et en 1788, Huntington fut membre du Congrès continental. Il fut choisi pour représenter le Connecticut au premier congrès des États-Unis en tant que candidat du parti pro-administration du 4 mars 1789 au 3 mars 1791.
Lors de l'incorporation de Norwich en 1784, il fut élu son premier maire jusqu'à sa démission en 1796. En 1793, il fut nommé juge à la cour supérieure du Connecticut, poste qu'il occupa jusqu'en 1798.

## Source
- (en) Cet article est partiellement ou en totalité issu de l’article de Wikipédia en anglais intitulé « Benjamin Huntington » (voir la liste des auteurs).